# Kapgirlitz
Der Kapgirlitz (Crithagra totta, Syn.: Serinus tottus), früher als Hottentottengirlitz bezeichnet, ist eine Finkenart aus der Unterfamilie der Stieglitzartigen. Er wird gelegentlich in Europa als Ziervogel gehalten.

## Beschreibung
Der Kapgirlitz erreicht eine Körperlänge von zwölf bis dreizehn Zentimeter. Die beiden Geschlechter haben ein ähnliches Federkleid.
Die Körperoberseite ist bis einschließlich des Bürzels und des Schwanzes warm dunkelbraun. Der Kopf, der Nacken und die Kehle sind grau und gelb gestrichelt. Männchen sind tendenziell etwas gelber. Der Überaugenstreif ist bei ihnen etwas auffälliger. Auf der Körperunterseite sind Kapgirlitze gelb mit grauen Stricheln.

## Verbreitung
Das Verbreitungsgebiet des Hottentottengirlitz ist der Süden der Kapprovinz. Er kommt hier an Berghängen mit Grasflächen und Gebüschen vor.

## Lebensweise
Kapgirlitze bauen flache Napfnester. Das Gelege besteht meist aus vier weißschaligen Eiern, die 16 Tage lang bebrütet werden. Die Nestlingszeit beträgt normalerweise 19 Tage. Die Jungvögel werden weitere zwei bis drei Wochen lang vom männlichen Elternvogel versorgt, bis sie selbständig sind.

## Weblink
- Crithagra totta in der Roten Liste gefährdeter Arten der IUCN 2017.3. Eingestellt von: BirdLife International, 2016. Abgerufen am 26. Januar 2018.